# Karl Neuhof
Karl Neuhof (* 25. November 1891 in Friedberg (Hessen); † 15. November 1943 im KZ Sachsenhausen ermordet) war ein deutscher Getreidegroßhändler, Kommunist und antifaschistischer Widerstandskämpfer.

## Leben

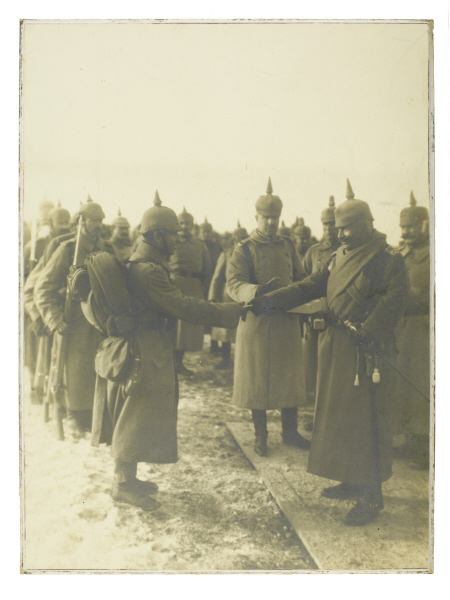
Kaiser Wilhelm II. 1915 bei der Verleihung des Eisernen Kreuzes an Vizefeldwebel Karl Neuhof

Neuhof kehrte aus dem Ersten Weltkrieg mit zwei Verwundungen und dem Eisernen Kreuz, das ihm Kaiser Wilhelm II. persönlich überreichte, als Kriegsgegner zurück. Doch zur Niederschlagung des Putsches von Kapp und Lüttwitz griff er nochmals zur Waffe, um sich aktiv an den Auseinandersetzungen im Ruhrgebiet zu beteiligen. Unmittelbar nach Kriegsende trat er aus dem Judentum aus.
1921 zog er von Friedberg nach Berlin. Er arbeitete als Großhändler für Getreide Ex- und Import bei der jüdischen Firma Neufeldt & Co. 1923 heiratete er Gertrud Jaffke (1901–1987). 1925 kam ihr Sohn Peter zur Welt. Seit 1926 gehörte er der Kommunistischen Partei Deutschlands (KPD), der Roten Hilfe Deutschlands (RHD) und dem Arbeitersportverein „Fichte“ an. Er wohnte mit seiner Familie in Berlin-Frohnau und war Mitglied der KPD-Ortsgruppe Glienicke/Nordbahn. Zusammen mit seiner Ehefrau beteiligte er sich an einer Erwerbslosenküche.
Ab 1933 kam es bei Neuhofs zu Hausdurchsuchungen. Er wurde arbeitslos und arbeitete später als Hucker auf dem Bau. Zuletzt musste er Zwangsarbeit in der sogenannten 'Judenkolonne' der Farbenfabrik Warnecke und Böhm in Weißensee leisten.

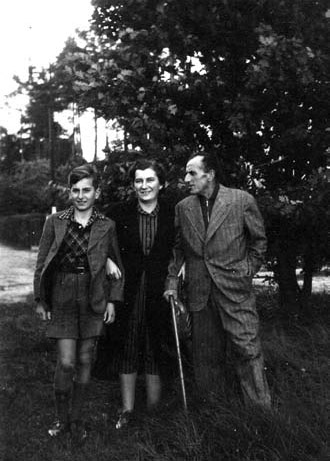
Familienfoto von Peter, Gertrud und Karl Neuhof im Jahre 1939

Im Spätherbst 1942 und am 13. Januar 1943 stand sein alter Freund Wilhelm Beuttel, Instrukteur des ZK der KPD, vor Neuhofs Wohnung in Berlin-Frohnau und suchte eine Unterkunft für seine illegale Arbeit in Deutschland. Das Ehepaar Neuhof gewährte ihm Unterschlupf, obwohl es selbst gefährdet war. Am 10. Februar 1943 wurden Wilhelm Beuttel und das Ehepaar Neuhof verhaftet. Bis zum 27. Mai 1943 saß Karl Neuhof im Polizeigefängnis Lehrter Straße, anschließend in der Untersuchungshaftanstalt Moabit. Mit einer Zwischenverlegung in das Polizeipräsidium Alexanderplatz wurde Neuhof im Oktober 1943 ins KZ Sachsenhausen eingeliefert und als Widerstandskämpfer jüdischer Abstammung ohne Urteil am 15. November 1943 erschossen. Gertrud Neuhof wurde ins KZ Ravensbrück eingeliefert. Sie überlebte in den Maitagen 1945 den Todesmarsch und wurde von der Roten Armee befreit.
Karl Neuhofs Schwester Antonie Maurer (1895–1945) starb im KZ Uckermark. Seine Mutter Helene Neuhof starb 1942 82-jährig im Konzentrationslager Theresienstadt.

## Rezeption und Ehrungen

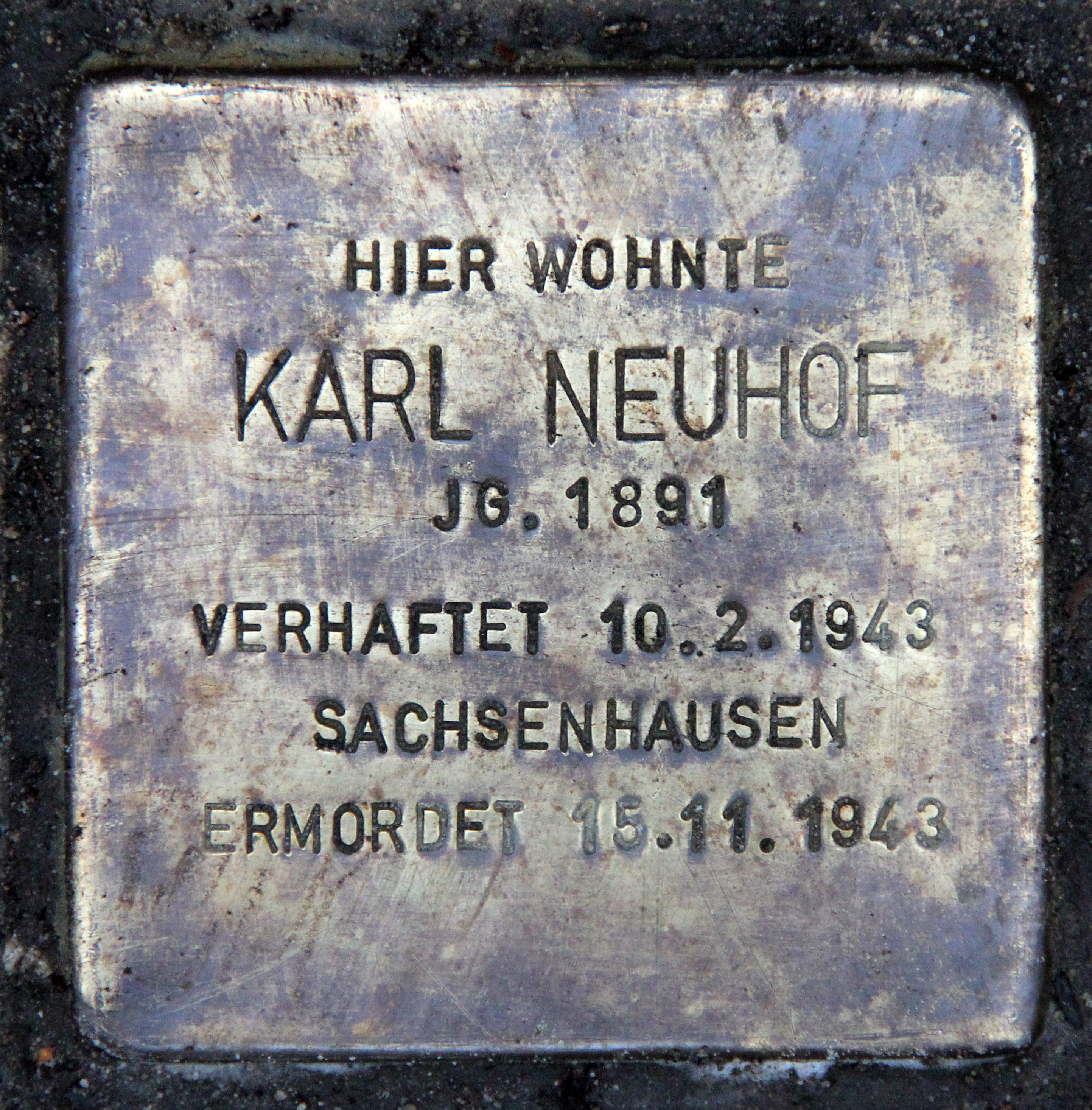
Stolperstein, Zeltinger Straße 65, in Berlin-Frohnau

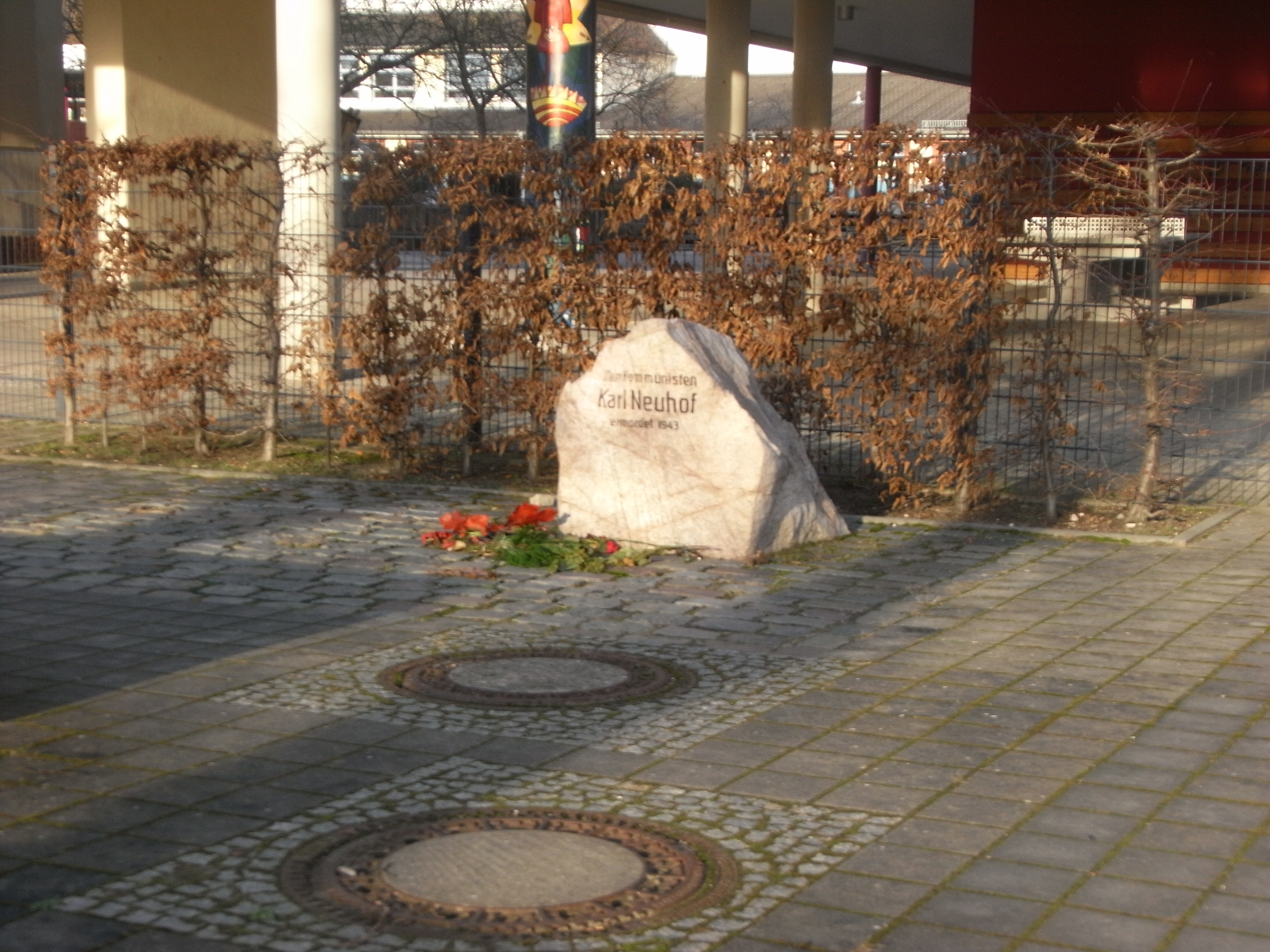
Gedenkstein für Karl Neuhof

Karl Neuhof war Namensgeber einer Polytechnischen Oberschule in Glienicke/Nordbahn von Dezember 1959 bis zur Wende. Der Gedenkstein vor dem Schulgebäude erinnert heute noch an den Widerstandskämpfer.
Am 8. November 2000 wurde eine Bronzetafel, u. a. mit dem Namen von Karl Neuhof zur Erinnerung an Juden in Frohnau, auf dem Vorplatz der Johanneskirche, Zeltinger Platz 17, errichtet. Sie trägt u. a. die Inschrift: „Jüdische Nachbarn / 1933–1945 / verfolgt / vertrieben / ermordet / vergessen?“
Am 17. März 2011 wurde vor dem Haus Zeltinger Str. 65 in Berlin-Reinickendorf ein Stolperstein für ihn verlegt.
Öffentliche Erwähnungen zur Geschichte von Karl Neuhof und seiner Familie finden sich unter anderem in der Gedenkstätte Stille Helden.
Der Nachlass von Karl Neuhof, in dem u. a. sein Gefängnistagebuch und der Briefwechsel mit und innerhalb seiner Familie enthalten sind, befindet sich als Schenkung seines Sohns Peter Neuhof im Archiv des Jüdischen Museums Berlin. Tagebuch und Briefwechsel wurden 2022 veröffentlicht.